# 고지후
고지후(1984년 2월 4일 ~ )는 대한민국의 음악인이다. 2006년 2월 혼성 그룹 텐시러브의 구성원이 되었다. 한때 LEA라는 예명을 사용하기도 하였다.

## 활동
2000년대 초반 소위 '인터넷 얼짱'으로 유명해진 고지후는 2006년 모 기획사의 연기자로 캐스팅되어 배우로서의 데뷔를 준비하던 시기에 작곡가인 황예준의 제의로 같은해 2월, 혼성 그룹 텐시러브로 데뷔했다. 일본에서도 2년간 진출하여 왕성한 활동 앨범을 내기도 했다. 데뷔 후에 텐시러브로서, 또 솔로 가수로서 여러 앨범을 내서 가수로 활동하고 있다.
고지후는 작사가로도 활동하고 있다. 장나라 5집의 `Everything for you`, `마음을 잃다`, `가면무도회`, 스윗박스(SweetBox)와 백지영의 듀엣곡 `CRUSH`의 한국어 작사를 맡았다. 다수의 텐시러브 곡을 작사하기도 하였다.

## 음반 목록
굵은 글씨는 타이틀 곡이다.

### 싱글
- Honey Breeze (2010년 5월 18일 발매)
  - 하아 [Ha-A]
  - 나를 위한 자장가
  - Girl friend
  - After the day
  - 하아 (Ha-A Rap version feat.수다쟁이)

### 텐시러브앨범
텐시러브의 활동으로 여러 앨범이 있다. My Time은 CF곡으로 쓰이고 있고, Fly Away, Wonderful sky는 《우리 결혼했어요》의 중간삽입곡으로 사용되었으며, Cake House는 《태연의 친한친구》 시그널 송으로 쓰였다.